# Domanin (osada w powiecie kępińskim)
Domanin – osada w Polsce położona w województwie wielkopolskim, w powiecie kępińskim, w gminie Kępno.
W latach 1975–1998 miejscowość należała administracyjnie do województwa kaliskiego.